# Sæløer
Die Sæløer (deutsch: Seehundsinseln) ist ein unter deutscher Flagge fahrendes Segelschiff.

## Geschichte
Das Schiff wurde 1917 in Norwegen nach Plänen des für diese Schiffbauform namengebenden Konstrukteurs Colin Archer als Frachtsegelschiff gebaut und unter dem Namen Sæløer, benannt nach den Seehundsinseln, eine im Süden Norwegens liegende Inselgruppe, in Fahrt gebracht.
Anfang der 1980er Jahre wurde das Schiff nach Originalplänen des Norsk Maritimt Museum (Norwegisches Maritimes Museum) von mehreren dänischen Werften originalgetreu restauriert. Seitdem ist das Schiff wieder als Segelschiff in Privatbesitz in Fahrt. Heimathafen ist der Museumshafen in Kappeln an der Schlei.
Die bisher weiteste Reise unternahm die Sæløer 1997 zu den Färöern im Nordatlantik.

## Schiff und Takelung
Das Schiff hat eine ungewöhnliche Breite von 6,75 Meter, was relativ „aufrechtes Segeln“ gewährleistet (wenig Krängung auch bei Starkwind). Das Schiff verfügt über moderne Navigationstechnik (GPS-Kartenplotter, elektronische Seekarten, Fishfinder, Radar, GMDSS).